# Józef Rawicz
Józef Rawicz, Joseph Rawicz (ur. 15 maja 1829 w Warszawie, zm. 11 lipca 1901 w Warszawie) – polski bankier żydowskiego pochodzenia, amerykański urzędnik konsularny.
Urodził się jako syn Aleksandra (bankiera i dziedzica dóbr Grochów, 1800–1865) i Marii Gutman (1807–1877). Żonaty z Melanią Jastrzębską (1838–1905), z którą miał syna Józefa Aleksandra (ur. 1874, pułkownika kawalerii Wojska Polskiego). Był współwłaścicielem domu bankowego Aleksander Rawicz i S-ka, w latach 1865–1901 jego dyrektorem, dyrektorem Warszawskiego Towarzystwa Ubezpieczeń od Ognia, prezesem Towarzystwa Ratowania Tonących, wiceprezesem Towarzystwa Opieki nad Zwierzętami. Od 1873 był sędzią handlowym. Pełnił funkcję konsula Stanów Zjednoczonych w Warszawie (1875–1899). Pochowany na cmentarzu Powązkowskim.